# Pur Chaman
Pur Chaman  ou Purchaman ou Porchaman est l'un des onze districts de la province de Farâh en Afghanistan.
Sa population est composée de 95 % de Tajiks et de 5 % de Pashtouns.
La capitale administratif de ce district est la ville de Purchaman 33° 08′ 29″ N, 63° 51′ 41″ E, située à une altitude de 1 431 m.